# Octodon
Octodon je nejpočetnější rod hlodavců z čeledi osmákovití a také nejpočetnějším rodem s českým rodovým jménem osmák. Zahrnuje čtyři druhy malých jihoamerických hlodavců, z nichž nejznámější je osmák degu.

## Seznam
- Octodon bridgesi – Osmák okatý - žije v Argentině a Chile
- Octodon degus – Osmák degu - běžný osmák, žije v Argentině a Chile
- Octodon lunatus – Osmák pobřežní - noční zvíře žijící v severním Chile
- Octodon pacificus – Osmák pacifický - nedávno objevený druh, který se nalézá pouze okolo ostrova Mocha (Mocha Island – Isla Mocha) v Chile